# Pescatoria cerina
Pescatoria cerina là một loài thực vật có hoa trong họ Lan. Loài này được (Lindl. & Paxton) Rchb.f. miêu tả khoa học đầu tiên năm 1852.

## Hình ảnh

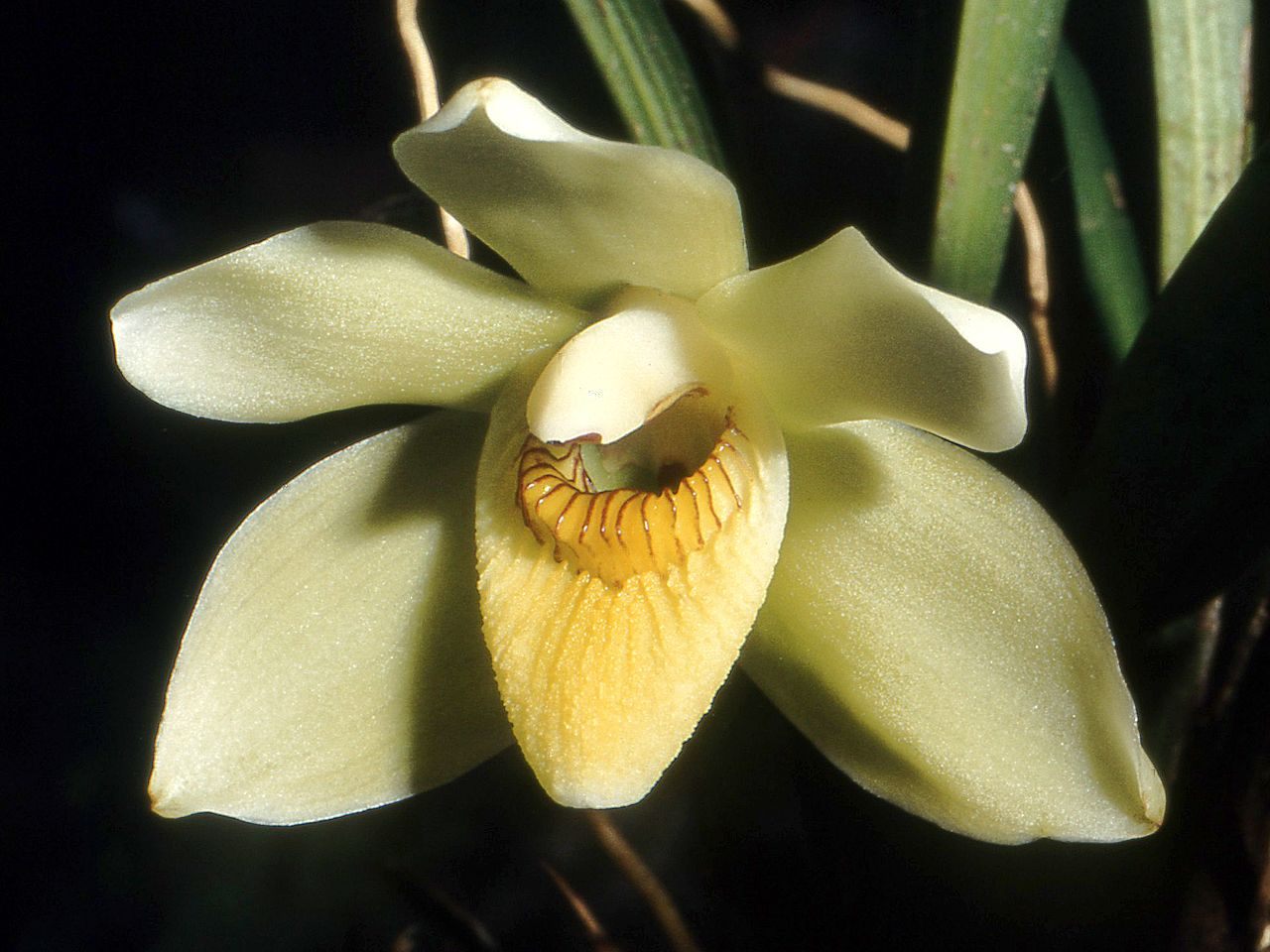
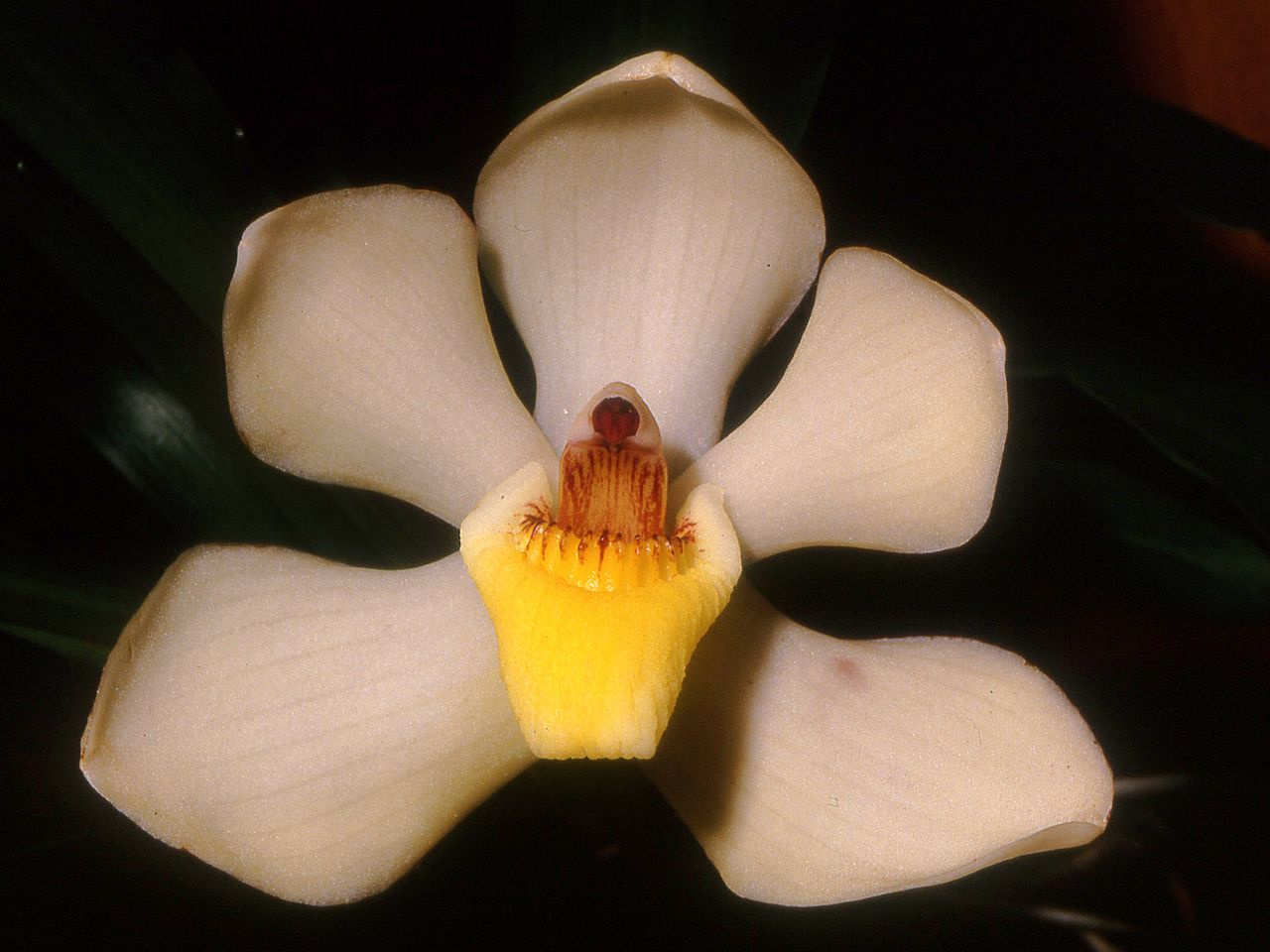
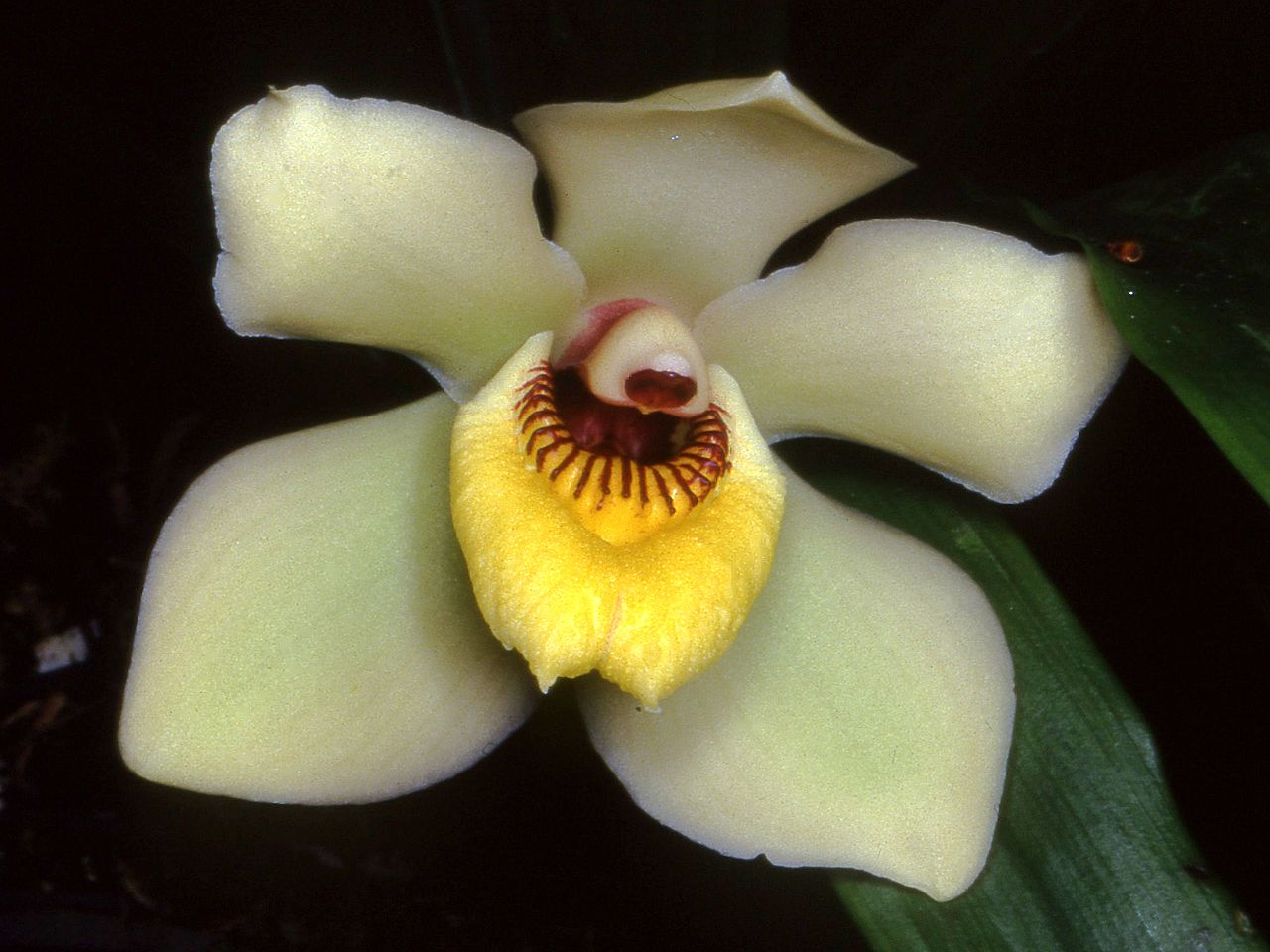
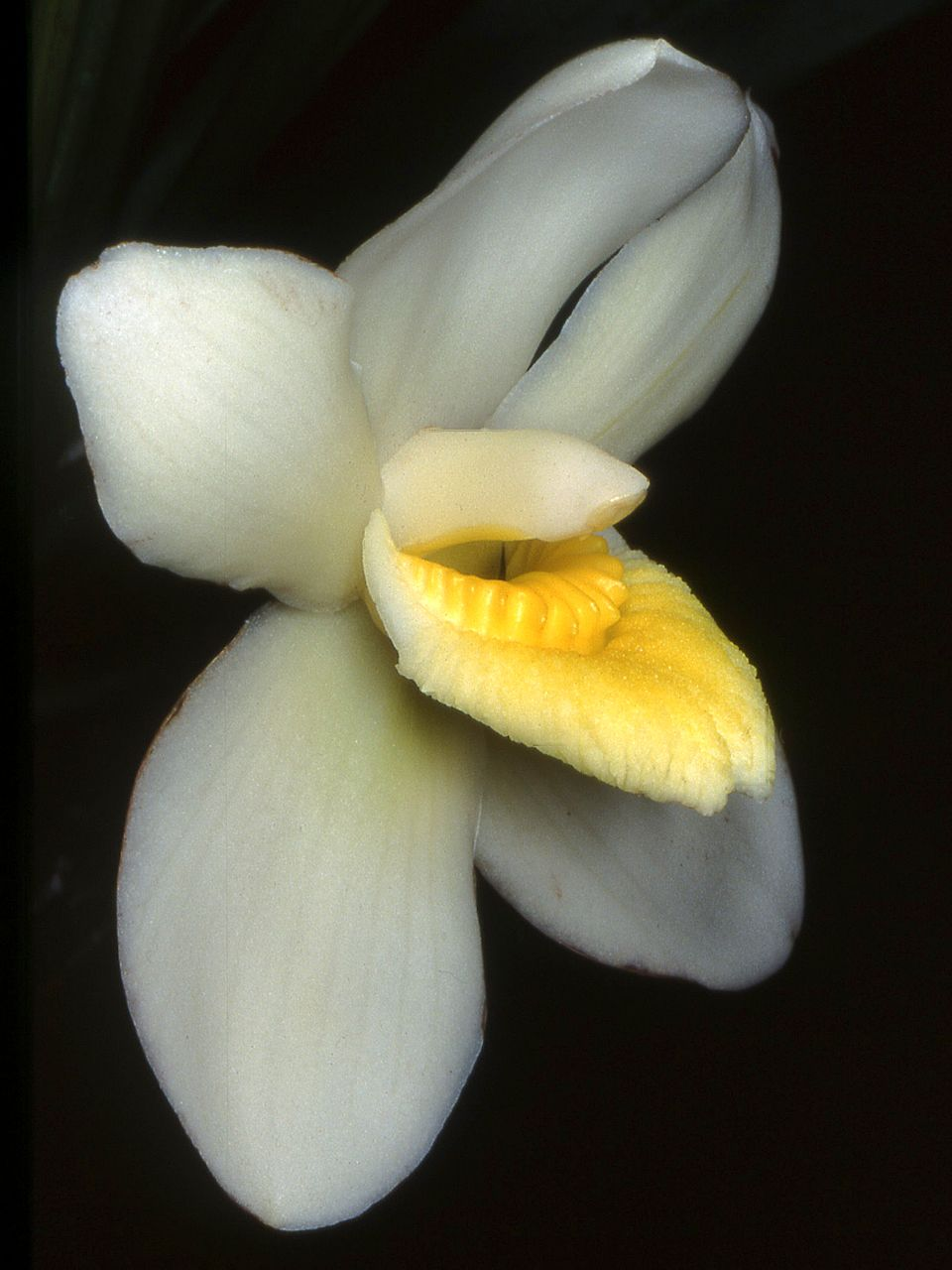